# کیران (سری‌لانکا)
کیران (به لاتین: Kiran) یک منطقهٔ مسکونی در سری‌لانکا است که در ناحیه باتیکالوا واقع شده‌است.